# Ромуло Галегос (награда)
 Тази статия е за литературната награда.  За венецуелския писател вижте Ромуло Гайегос.  
Международната награда за роман „Ромуло Гайегос“ (на испански: „Premio internacional de novela Rómulo Gallegos“) е литературна награда за роман на испански език. Създадена е през 1964 от президента на Венецуела Раул Леони и е наречена на венецуелския писател и политик Ромуло Гайегос. Носителят на наградата се определя от правителството на Венецуела чрез Центъра за латиноамерикански изследвания Ромуло Гайегос (CELARG). Първоначално се връчва веднъж на пет години, а от 1987 – веднъж на две години. Също така, победителят получава златен медал, грамота и чек за 100 000 $.

## Носители на наградата
- 1967: „La casa verde“ („Зелената къща“) — Марио Варгас Льоса (Перу)
- 1972: „Cien años de soledad“ („Сто години самота“) — Габриел Гарсия Маркес (Колумбия)
- 1977: „Terra nostra“ („Наша земя“) — Карлос Фуентес (Мексико)
- 1982: „Palinuro de México“ — Фернандо дел Пасо (Мексико)
- 1987: „Los perros del paraíso“ — Абел Посе (Аржентина)
- 1989: „La casa de las dos palmas“ — Мануел Мехия Вайехо (Колумбия)
- 1991: „La visita en el tiempo“ („Посещение във времето“) — Артуро Услар Пиетри (Венецуела)
- 1993: „Santo oficio de la memoria“ — Мемпо Джардинели (Аржентина)
- 1995: „Mañana en la batalla piensa en mí“ („За мен спомни си в утрешната битка“) — Хавиер Мариас (Испания)
- 1997: „Mal de amores“ — Анхелес Мастрета (Мексико)
- 1999: „Los detectives salvajes“ („Диви детективи“) — Роберто Боланьо (Чили)
- 2001: „El viaje vertical“ — Енрике Виля-Матас (Испания)
- 2003: „El desbarrancadero“ — Фернандо Вайехо (Колумбия)
- 2005: „El vano ayer“ — Исак Роса (Испания)
- 2007: „El tren pasa primero“ — Elena Poniatowska (Мексико)
- 2009: „El país de la canela“ — William Ospina (Колумбия)
- 2011: „Blanco nocturno“ — Ricardo Piglia (Аржентина)
- 2013: "Simone" — Едуардо Лало (Пуерто Рико)
- 2015: "Tríptico de la infamia" — Пабло Монтоя
- 2017: не е присъдена (суспендирана)